# 중립지대
중립지대(中立地帶)란 국경선 확정을 둘러싸고 쌍방간에 합의를 보지 못한 두 나라가 논란이 되는 지역을 놓고 양쪽의 행정권을 모두 적용하거나 또는 국경선 확정 때까지 어느 쪽의 행정력도 미치지 않는 임시자치지역으로 만들어 놓는 지역을 말한다. 과거 주로 사람이 거의 살지 않는 사막지대의 국경을 둘러싸고 중동국가의 국경선에 존재하였다.

## 같이 보기
- 사우디아라비아-이라크 중립지대
- 사우디아라비아-쿠웨이트 중립지대
- 중립 모레스네